# Прдавац
Прдавац (лат. Crex crex) врста је птице из породице барских кока (Rallidae). Селица је која се лети гнезди у Европи и Азији, а зиме проводи у Африци.

## Опис
Прдавац је птица средње величине, која достиже дужину 27—30 cm и распон крила 42—53 cm. Мужјаци достижу тежину од 165 g, а женке 145 g. Перје одраслих мужјака на горњем делу тела је шарено смеђе и црно. Крила су кестењасте боје са малим бројем белих пруга. Лице, врат и груди су плаво-сиве боје, са изузетком пруге иза ока која је смеђе боје, трбух је беле боје, а на боковима се налазе смеђе и беле пруге. Кљун је јак и боје је коже, а ноге и стопала су светлосиве боје. Перје женки на горњим деловима тела је у поређењу са перјем мужјака топлијих боја, а пруга иза ока је ужа и једноличнија. Ван сезоне гнежђења, перје оба пола је тамније, а перје на доњим деловима тела је мање сиво. Младунци изгледом подсећају на одрасле, али перје горњих делова тела има жућкасти тон, а перје горњих делова тела није сиво већ мркожуто. Паперје пилића је црне боје. 
Не постоје подврсте, али постоје разлике у боји између различитих популација, посматрано од запада ка истоку перје различитих популација постаје све светлије и сивље.
Након сезоне гнежђења пре сеобе у Африку одрасли у потпуности мењају перје, то се дешава обично крајем августа и почетком септембра. Пре повратка из Африке одрасле птице делимично мењају перје, већим делом перје главе, тела и репа. Младе птице мењају перје главе и тела око 5 недеља након излегања.

## Распрострањеност и станиште
Прдавац се гнезди од Британије и Ирске на западу преко Европе, све до централног Сибира на истоку. Постоји велика популација у западној Кини, а ретко се може наћи у северној Шпанији и Турској. Данас је нестао из великог дела свог некадашњег ареала, који је обухватао погодна станишта у Евроазији између 41° и 62° северне географске ширине. Разлог нестанка прдавца из великог дела некадашњег ареала је појава пољопривредне механизације и уништавање гнезда пре завршетка гнежђење. Прдавац се гнезди на травнатим површинама, најчешће на ливадама, а слична станишта насељава и у Африци у време зимовања.
У Африци у време зиме насељава простор од Демократске Републике Конго и централне Танзаније до источног дела Јужноафричке Републике.

## Исхрана
Прдавац је сваштојед који се углавном храни бескичмењацима, а повремено малим жабама и сисарима, али и биљном храном као што су семење трава и житарица. Природни непријатељи прдавца су уведене врсте, подивљале домаће животиње, велике птице, паразити и болести.

## Гнежђење
Гнезда прави од лишћа трава у удубљењима у земљи, полаже 6–14 јаја (женка полаже једно јаје дневно). На јајима лежи искључиво женка. Инкубација траје 19–20 дана, након излегања паперје птића је црне боје. Птићи су потркушци и гнезда напуштају у року од 1-2 дана након излегања. Женка прва 3-4 дана храни птиће, а након тога су они у стању да се сами хране.

## Таксономија
Најближи сродник прдавца је афрички прдавац (C. egregia), који се некада смешта у посебан род Crecopsis, а данас углавном у род Crex, заједно са прдавцем. Заједничко за обе врсте је да имају кратак кљун, претежно смеђе перје, као и да радије насељавају травната него водена станишта, која већина других врста барских кока насељава. Роду Crex је блиско сродан род Porzana.